# Volume One (album de She and Him)
Pour les articles homonymes, voir Volume One.
Albums de She and Him
Volume Two
(2010)
Singles
1. Why Do You Let Me Stay Here?
Sortie : novembre 2008
2. This Is Not A Test
Sortie : 2008

Volume One est le premier album studio du groupe She and Him, sorti le 18 mars 2008.

## Titres
Les titres ci-dessous sont écrits par Zooey Deschanel, sauf ceux indiqués.
| No  | Titre                                               | Durée |
| --- | --------------------------------------------------- | ----- |
| 1.  | Sentimental Heart                                   | 2:36  |
| 2.  | Why Do You Let Me Stay Here?                        | 2:31  |
| 3.  | This Is Not a Test                                  | 3:31  |
| 4.  | Change Is Hard                                      | 3:03  |
| 5.  | I Thought I Saw Your Face Today                     | 2:50  |
| 6.  | Take It Back                                        | 2:37  |
| 7.  | I Was Made for You                                  | 2:31  |
| 8.  | You Really Got a Hold on Me (William Robinson, Jr.) | 3:59  |
| 9.  | Black Hole                                          | 2:12  |
| 10. | Got Me                                              | 2:46  |
| 11. | I Should Have Known Better (Lennon/McCartney)       | 3:39  |
| 12. | Sweet Darlin' (Z. Deschanel/J. Schwartzman)         | 2:41  |
| 13. | Swing Low, Sweet Chariot (Traditionnel)             | 1:37  |

## Charts
| Chart (2008)                            | Position |
| --------------------------------------- | -------- |
| The Billboard 200 (U.S.)                | 71       |
| Billboard Top Independent Albums (U.S.) | 8        |